# Renata Zachová
Renata Zachová (České Budějovice, 31 de mayo de 2000) es una deportista checa que compite en judo. Ganó dos medallas de oro en el Campeonato Europeo de Judo, en los años 2024 y 2025, ambas en la categoría de –63 kg.

## Palmarés internacional
| Campeonato Europeo | Campeonato Europeo     | Campeonato Europeo | Campeonato Europeo |
| Año                | Lugar                  | Medalla            | Categoría          |
| ------------------ | ---------------------- | ------------------ | ------------------ |
| 2024               | Zagreb (Croacia)       | Medalla de oro     | –63 kg             |
| 2025               | Podgorica (Montenegro) | Medalla de oro     | –63 kg             |